# Герб Теркса и Кайкоса
Герб Островов Теркс и Кайкос официально был принят в 1965 году.
Герб состоит из щита, на котором изображены: раковина, омар и кактус на желтом фоне. Поддерживают щит — фламинго. Гребень щита — пеликан между двумя растениями сизаля, представляющими связь острова с производством канатной продукции.
Герб есть на флаге Островов Теркс и Кайкос и на искажённом флаге Губернатора островов.